# Atomares Prädikat
Atomare Prädikate (auch genannt: Primitiv-Prädikate; semantische Primitive oder semantische Bausteine) werden in der Generativen Semantik die semantischen Basiseinheiten bezeichnet. Diese können die Bedeutung von Lexikoneinträgen beschreiben.
Es sind „Grundausdrücke einer semantischen Metasprache, mit deren Hilfe die Bedeutung natürlichsprachlicher Ausdrücke dargestellt werden soll (…).“
Das Verfahren zur Isolation atomarer Prädikate ist die lexikalische Zerlegung (lexikalische Dekomposition). Atomare Prädikate determinieren die gesamte Bedeutung der Lexeme wegen ihrer internen syntaktischen Struktur.
Im Englischen werden hierfür auch Begriffe wie primitive predicate, atomic concept oder semantic primitive verwendet.